# 향수병
향수병(영어:  Homesickness)은 집에서 멀리 떠나있는 것을 이유로 생기는 괴로움이다.
이때 하루종일 창문을 바라보거나 오랫동안 집에 관한 이야기를 하는 증상도 있다. 즉, 노스탤지어를 질병에 견주어 일컫는 말이다. 회향병(懷鄕病)이라고도 한다.

## 같이 보기
- 노스탤지어
- 서드 컬처 키드
- 사우다드
- 분리불안장애
- 문화 충격